# Рогужно-Колонія
Рогужно-Колонія (пол. Rogóźno-Kolonia) — колонія у Польщі, в Люблінському воєводстві Томашівського повіту, ґміни Томашів.

## Історія
Первісним населенням Рогужно-Колонії були русини, які компактно проживали на своїх історичних землях. 